# Torneio Pré-Olímpico de Voleibol Feminino de 2016 - Ásia e Oceania
O Torneio Pré-Olímpico de Voleibol Feminino de 2016 da Ásia e Oceania foi a competição qualificatória para os Jogos Olímpicos de Verão de 2016, disputa entre 14 a 22 de maio, sediado em Tóquio, Japão, realizado concomitantemente com o Pré-Olimpíco Mundial I, assegurou uma vaga para a Seleção Japonesa, que finalizou nesta competição em terceiro lugar, como previsto pelo regulamento a equipe asiática melhor colocada alcançaria a vaga.

## Seleções participantes
As seguintes seleções foram qualificadas para a disputa do Torneio Pré-Olímpico Mundial I 2016
| Equipe        | Qualificação                               |
| ------------- | ------------------------------------------ |
| Japão         | Representante do País-Sede                 |
| Cazaquistão   | Nomeação ranking da AVC em Janeiro de 2016 |
| Coreia do Sul | Nomeação ranking da AVC em Janeiro de 2016 |
| Tailândia     | Nomeação ranking da AVC em Janeiro de 2016 |

## Competição
A disputa pela qualificação ocorreu na própria competição do Pré-Olímpico Mundial I.

## Classificação final
| Rank | Team          |
| ---- | ------------- |
| 1    | Japão         |
| 2    | Coreia do Sul |
| 3    | Tailândia     |
| 4    | Cazaquistão   |

|  | Qualificado para a Olimpíada Rio 2016                             |
|  | Qualificado pelo Pré-Olímpico Mundial I para a Olimpíada Rio 2016 |